# یالینگاپ، وسترن استرالیا
یالینگاپ یک شهرک در منطقهٔ جنوب غربی استرالیای غربی است که در فاصلهٔ ۲۵۶ کیلومتر (۱۵۹ مایل) جنوب شهر پرت قرار دارد. یالینگاپ به دلیل سواحل و غارهای آهکی خود و نزدیکی به پارک ملی لیوین-نچرالیست، یک مقصد گردشگری محبوب است.

## تاریخچه و صنعت
نام یالینگاپ به معنای «محل غارها» در گویش بومی وارداندی است، که «یال» به معنی «سوراخ بزرگ» است؛ هرچند شایعه شده که نام آن به دلیل محبوبیت ازدواج‌ها و ماه‌عسل‌ها در این منطقه به معنای «محل عشق» نیز تعبیر شده است.
پس از کشف غارهای آن توسط مهاجران اروپایی در سال ۱۸۹۹، یالینگاپ به مقصدی محبوب برای گردشگران تبدیل شد.

## جغرافیا و اقلیم
یالینگاپ در فاصلهٔ ۲۵۶ کیلومتر (۱۵۹ مایل) جنوب پرت و ۳۴ کیلومتر (۲۱ مایل) غرب بوسلتون واقع شده و دارای اقلیم مدیترانه‌ای (Csa/Csb بر اساس سامانه طبقه‌بندی اقلیمی کوپن) است. ساکنان و بازدیدکنندگان از دمای معتدل با میانگین حداکثر ۲۲ درجه سلسیوس (۷۲ درجه فارنهایت) و حداقل ۱۱ درجه سلسیوس (۵۲ درجه فارنهایت) بهره می‌برند.

## جاذبه‌های گردشگری

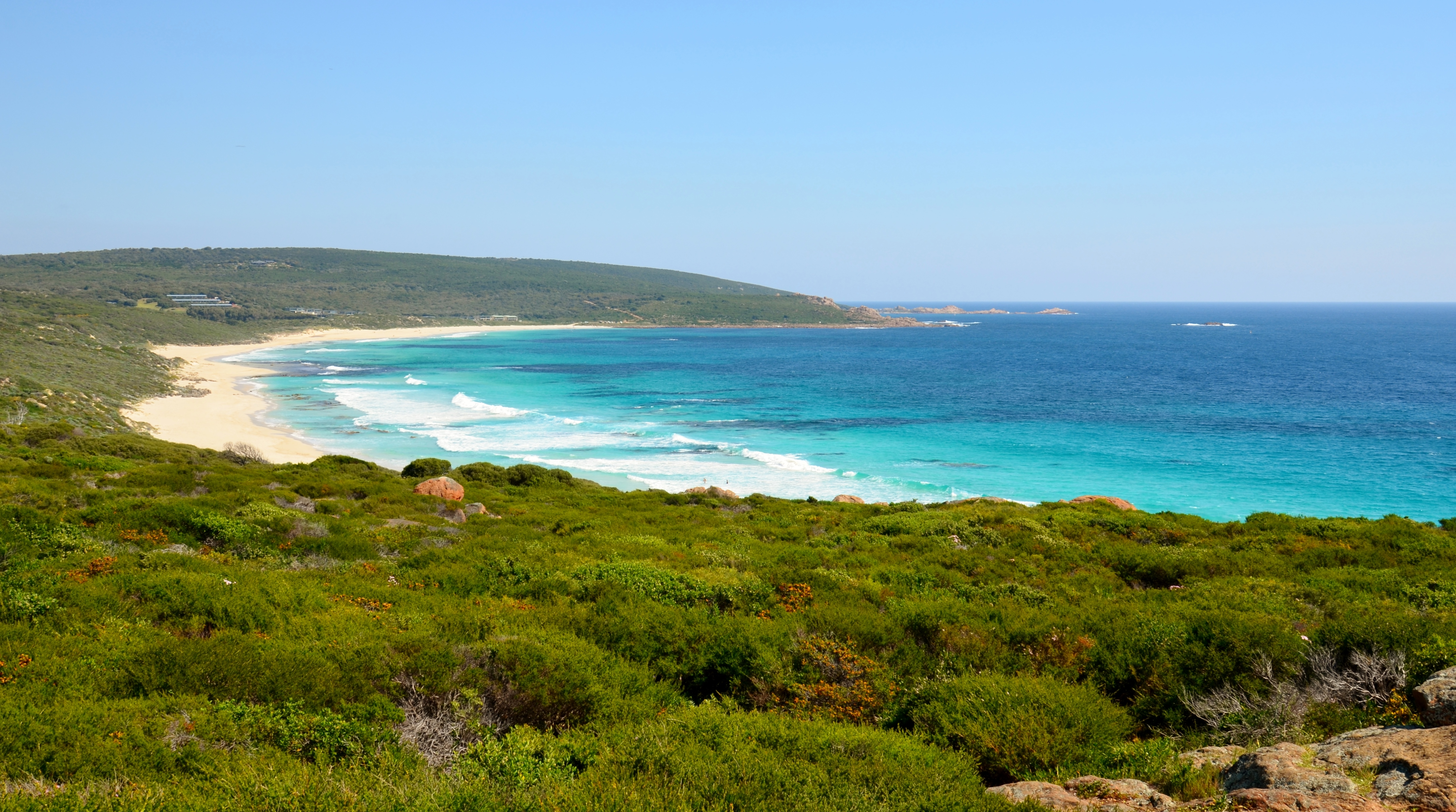
ساحل اسمیتز و کانال راکس

سواحل یالینگاپ، مانند تری بیرز، یالینگاپ، ساحل اسمیتز (شامل سوپرتیوبز) و اینجیداپ، به‌عنوان مکان‌های معروف موج‌سواری و ماهیگیری شناخته می‌شوند.
پارک ملی لیوین-نچرالیست میزبان کانال راکس، یک سازهٔ سنگی ساحلی، و غارهای آهکی مانند غار نیلگی (که پیش‌تر غار یالینگاپ نامیده می‌شد) است.
مسیر دماغه به دماغه از ساحل غربی شهر عبور می‌کند و یالینگاپ یکی از معدود شهرک‌های قرارگرفته در طول این مسیر است.

## پوشش گیاهی و جانوری

### پوشش گیاهی
یالینگاپ دارای پوشش گیاهی بومی متنوعی است که شامل جنگل‌های اسکلروفیلی مرطوب می‌شود.

### پوشش جانوری
منطقه یالینگاپ زیستگاه گونه‌های متنوعی از جمله کانگورو خاکستری غربی و بیش از ۷۰ گونه پرنده است که به ایجاد یک اکوسیستم سالم برای پستانداران، خزندگان و پرندگان کمک می‌کند.